# Ponte Coperto (Pavia)

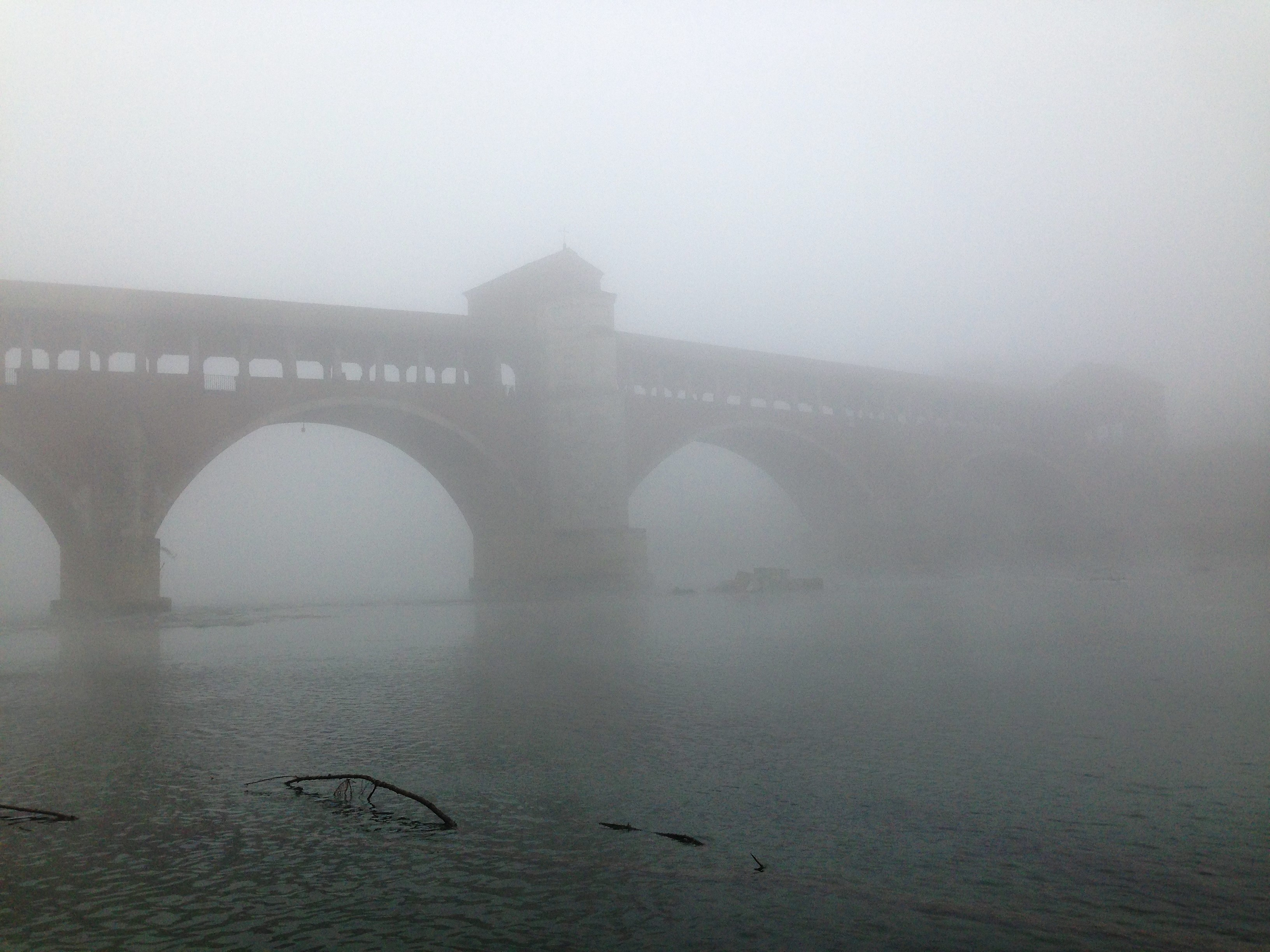
Ponte Coperto im Nebel

Die Ponte Coperto (Überdachte Brücke), auch genannt Ponte Vecchio (Alte Brücke), ist eine Brücke der Stadt Pavia, die den Fluss Ticino überspannt, und damit die historische Altstadt (auf der linken Seite des Flusses) mit dem pittoresken Viertel Borgo Ticino verbindet (am rechten Ufer), das außerhalb der früheren Stadtmauer liegt.
Die Brücke, ein Wahrzeichen der Stadt Pavia, hat fünf Arkaden und ist vollständig überdacht, mit Portalen an beiden Enden und einer kleinen Kapelle in der Mitte. Die heutige Brücke wurde zwischen 1949 und 1951 unter der Leitung von Ferdinando Reggiori nach Plänen der antiken Brücke aus dem 14. Jahrhundert neu errichtet.
Bis zum 19. Jahrhundert war die Ponte Coperto die einzige gemauerte Brücke über den Ticino zwischen dem Lago Maggiore und dem Zusammenfluss mit dem Po.

## Geschichte

### Römische Brücke
In vorromanischer Zeit mündete der Ticino in den Po flussabwärts der Stelle, an der heute die Brücke steht. In dem Gebiet des Zusammenflusses der beiden Flüsse siedelten in der späten Bronzezeit Menschen, die die Archäologen der Golasecca-Kultur zurechnen. Um 600 v. Chr. besiegte, wie von Livius berichtet, der keltische Anführer Bellovesus die Etrusker und, nachdem er und seine Leute sich in der Gegend niedergelassen hatten, gründete er Mailand, etwas weiter im Norden.
An der Stelle des heutigen Pavia bauten 218 v. Chr. die Römer unter der Führung von Publius Cornelius Scipio eine Brücke über den Ticino, als dieser schon einige Kilometer weiter flussabwärts in den Po mündete. Nachdem die Römer in dem Gefecht am Ticino von Hannibal besiegt worden waren, zogen diese sich Richtung Piacenza zurück, und zerstörten die Brücke, damit sie nicht in feindliche Hände fiele. Im 1. Jhd. v. Chr., als die Römer auf der früheren keltischen Niederlassung die Stadt Ticinum (das heutige Pavia) errichteten, verbanden sie die beiden Flussufer erneut mit einer Brücke, an der Stelle, wo auch die heutige steht. In Trockenzeiten ist auch heute noch ein zentraler Brückenpfeiler aus Trachyt aus den Euganeischen Hügeln gut sichtbar. Die Ausrichtung des Pfeilers (WNW), die gegenüber der Achse der mittelalterlichen und modernen Brücke etwas verschoben ist, ist ein Hinweis darauf, dass sich die Strömungsrichtung des Flusses seit der römischen Zeit verändert hat. Bis vor wenigen Jahren konnte man einen weiteren Pfeiler der römischen Brücke am linken Flussufer sehen, der aber mit Erde bedeckt wurde um das Ufer zu vergrößern. Möglicherweise wurde die römische Brücke zur Zeit des Kaisers Augustus erneuert.

### Brücke des 14. Jhd.

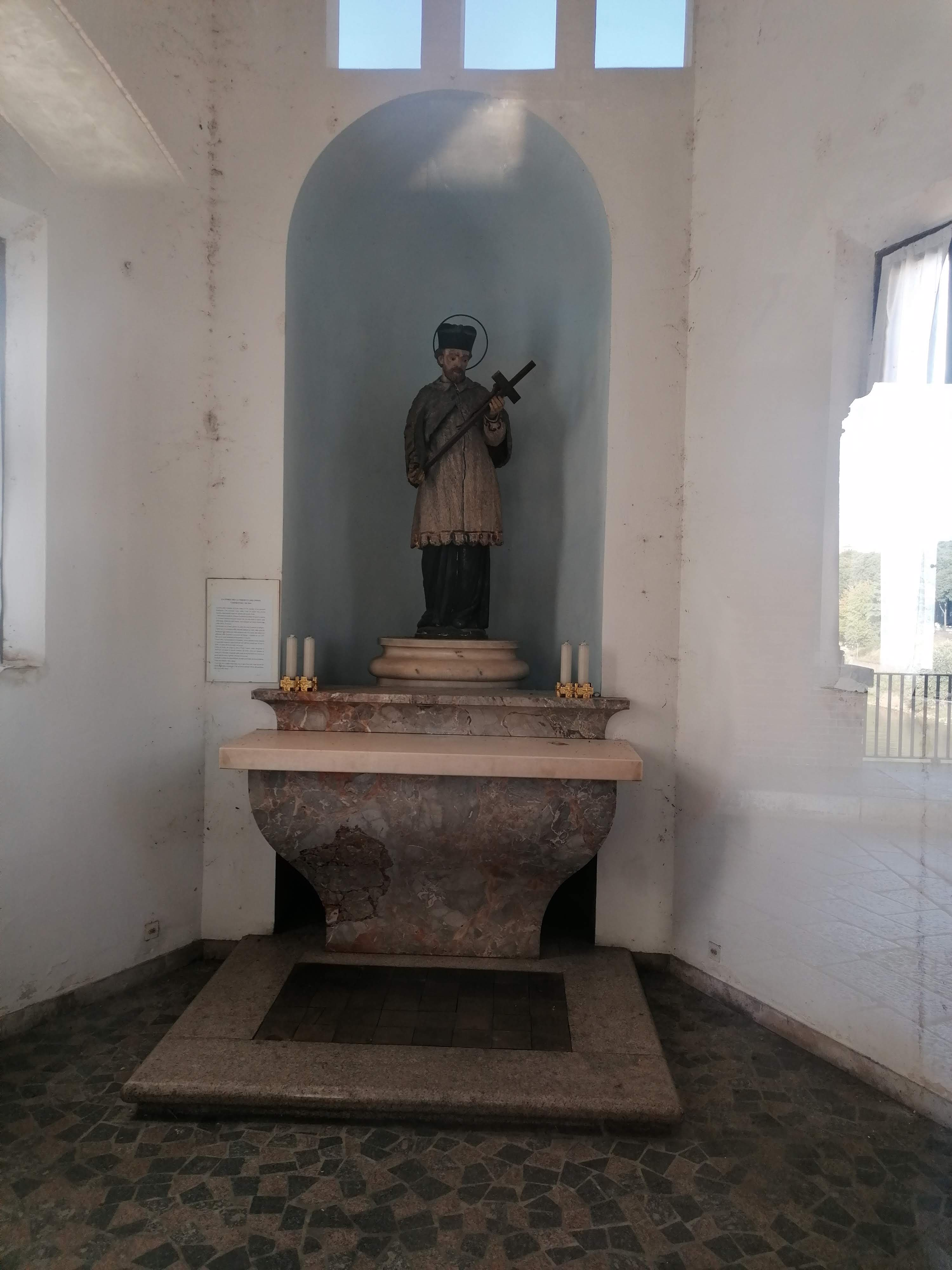
Das Innere der Kapelle mit der Statue des Heiligen Johannes Nepomuk aus dem 17. Jhd., die das Bombardement im Zweiten Weltkrieg überlebte.

Die römische Brücke blieb bis ins hohe Mittelalter bestehen. Unter Kaiser Ludwig II. (der Deutsche) wurde sie im Jahre 860 renoviert. Der Kaiser beorderte Arimannen aus der Abtei Bobbio nach Pavia, um dort die Renovierungsarbeiten zu unterstützen.
Unter den Projektleitern Giovanni da Ferrara und Jacopo da Cozzo begann man 1351 eine neue Brücke an derselben Stelle zu errichten und beendete die Arbeiten 1354. Diese nunmehr überdachte Brücke hatte 10 ungleichmäßige Arkaden und zwei Türme an den Seiten, die der Verteidigung dienten. Der Blick auf diese Brücke wird auf den Fresken von Bernardino Lanzani (ungefähr aus dem Jahr 1524) im Inneren der Kirche San Teodoro abgebildet (wenn auch dort nur mit sechs Arkaden). Im Jahr 1582 zerstörte ein Tornado über dem Ticino das Dach der Brücke und forderte drei Menschenleben. Als die „spanische Mauer“ (1546-1569) errichtet wurde, wurden die ersten eineinhalb Arkaden auf der Stadtseite und die erste auf der Seite des Borgo Teil der Bastion und deshalb verschlossen. Darauf folgend wurde ein Eingangstor auf der Seite des Borgo Ticino (Fertigstellung 1599 anlässlich der Durchreise der Erzherzogin Margarete von Österreich), eine Kapelle in der Mitte der Brücke zu Ehren des Heiligen Johannes Nepomuk (traditionell der Schutzheilige der Ertrinkenden und bei Überschwemmungen), und schließlich, unter der Projektleitung von Carlo Amati, ein weiteres Tor auf der dem Stadtzentrum zugewandten Seite hinzugefügt.
Als die österreichischen Truppen vor dem Anmarsch der Franzosen 1796 Richtung Süden flohen wurde der Ponte Coperto von den Österreichern vermint. Aber aus ungeklärten Gründen explodierte die Bombe nicht.
Während des ganzen Mittelalters und der Neuzeit bis zur Ankunft der Eisenbahn war die Brücke ein Kreuzungspunkt zweier wichtiger Handelswege in der Po-Ebene: des Schiffsverkehrs auf Ticino und Po, über den die Adria und Venedig erreicht werden konnten, und der Straße, die Lombardei, Genua und Mailand miteinander verband.

### Bombardement der Brücke im Zweiten Weltkrieg
Am 4. September 1944 tauchten alliierte Flugzeuge über Pavia auf und nahmen die Brücken über den Ticino unter Beschuss. Der Ponte Coperto wurde dabei verfehlt, aber im Borgo Ticino kamen 26 Menschen ums Leben. Am 5. September wurde der Angriff auf die Brücken wiederholt. Wieder wurde der Ponte Coperto nicht nennenswert getroffen, und wieder gab es Opfer im Borgo Ticino, diesmal 45. Am 12. September schließlich erfolgte der dritte Schlag, mit dem gleichen Ergebnis. Die Zerstörung des Ponte Coperto brachte ein Luftangriff am 26. September, wodurch eine Arkade einstürzte. Insgesamt kostete die Bombardierung der Brücken 119 Menschen in Pavia das Leben.
Am Ende des Krieges wurde über einen Wiederaufbau diskutiert. Aus Angst, ein Zusammenbruch könnte den Ticino zum Überlaufen bringen, entschied der Minister für öffentliche Arbeiten im Februar 1948 die Brücke zu sprengen. Einige Reste der Pfeiler im Fluss sowie der Basis des Stadttores auf der linken Flussseite sind erhalten geblieben. Im Palazzo Mezzabarba, dem heutigen Sitz der Stadtverwaltung wird neben dem Standesamt ein Holzmodell der Brücke aus dem 13. Jhd. gezeigt, das im Jahr 1938 angefertigt wurde.

### Nachkriegsbrücke
Im Jahr 1949 begannen die Bauarbeiten der neuen Brücke, die von Ferdinando Reggiori als Kopie der historischen Brücke entworfen und 1951 eingeweiht wurde. Während der Bauarbeiten wurden zahlreiche archäologische Funde gemacht, die einen Bogen spannen von der römischen Zeit bis in die Gegenwart. Einige davon sind leider verloren gegangen. Diese Fundstücke werden im Stadtmuseum von Pavia im Castello Visconteo ausgestellt, darunter die Sella Plicatilis, ein klappbarer, eiserner Sitz aus dem neunten bis zehnten Jahrhundert.
Am Portal auf der Stadtseite ist anlässlich des Wiederaufbaus eine Inschrift angebracht:
Sull’antico varco del ceruleo Ticino, ad immagine del vetusto Ponte Coperto, demolito dalla furia della guerra, la Repubblica Italiana riedificò (deutsch: Von der italienischen Republik wieder aufgebaut, an der antiken Stelle des Übergangs über den blauen Ticino, nach dem Vorbild des alten Ponte Coperto, den die Wut des Krieges zerstört hat).
Allerdings entstand die neue Brücke zirka 30 Meter flussabwärts der mittelalterlichen Stelle und ist breiter, höher und kürzer als die zerstörte. Die Arkaden der Brücke sind weiter, so dass es nunmehr nur fünf statt sechs Bögen sind. Die neue Brücke ist im rechten Winkel zum Fluss ausgerichtet, während die ursprüngliche der gedachten Linie von der Strada Nuova (auf der Seite der Stadtmitte) zur Via dei Mille (im Borgo Ticino) folgte. Außerdem wurde die kleine Kapelle in der Mitte der Brücke in der ursprünglichen entgegengesetzten Ausrichtung errichtet. Das Ziel dieser Änderungen war es die Befahrbarkeit der Brücke zu verbessern und gleichzeitig den Durchfluss des Wassers zu erleichtern. Um die schädlichen Vibrationen zu reduzieren, wurde in den neunziger Jahren der Verkehr über die Brücke auf den öffentlichen Verkehr und Motorräder eingeschränkt.
Anlässlich des 50. Jahrestages des Todes von Albert Einstein im Jahr 2005 wurde in der Mitte der Brücke eine Tafel angebracht mit dem Satz Einsteins: An die schöne Brücke in Pavia habe ich oft gedacht. Diesen Satz schrieb er in einem Brief an seine italienische Freundin Ernesta Marangoni im Oktober 1947. Er bezieht sich damit auf die Periode seines Lebens zwischen seinem sechzehnten und siebzehnten Lebensjahr, die er zeitweise bei seiner Familie in Pavia verbracht hat, einer Zeit, in der er seine erste wissenschaftliche Arbeit verfasst hat.
Die Familie des zukünftigen Nobelpreisträgers für Physik kam 1894 aus Deutschland, als erstes nach Mailand und dann nach Pavia, wo sie in der Nähe des Palazzo Cornazzani in der Via Ugo Foscolo 11 wohnte. Der Vater Albert Einsteins Hermann Einstein war zu dieser Zeit Miteigentümer einer Firma für elektrische Maschinen, die 1896 bankrottging.

### Borgo Ticino
Das Viertel Pavias, das sich auf der anderen Seite des Ponte Coperto auf der rechten Seite des Ticino befindet, heißt Borgo Ticino. Der charakteristischste Teil des Viertels liegt auf dem Damm des Flusses. Man kommt dorthin, wenn man vom Zentrum Pavias kommend den Ponte Coperto überquert und dann links in die Via Milazzo abbiegt. Direkt nach der Brücke befindet sich hier ein bronzenes Denkmal für die Waschfrauen (italienisch: Lavandaia), die Mitte des letzten Jahrhunderts die Wäsche der wohlhabenden Leute im Ticino wuschen. Weiter der Straße folgend finden sich die charakteristischen Häuschen des Borgo Basso, die sporadischen Überschwemmungen, im Mittel einmal alle zehn Jahre, ausgesetzt sind.

### Legende

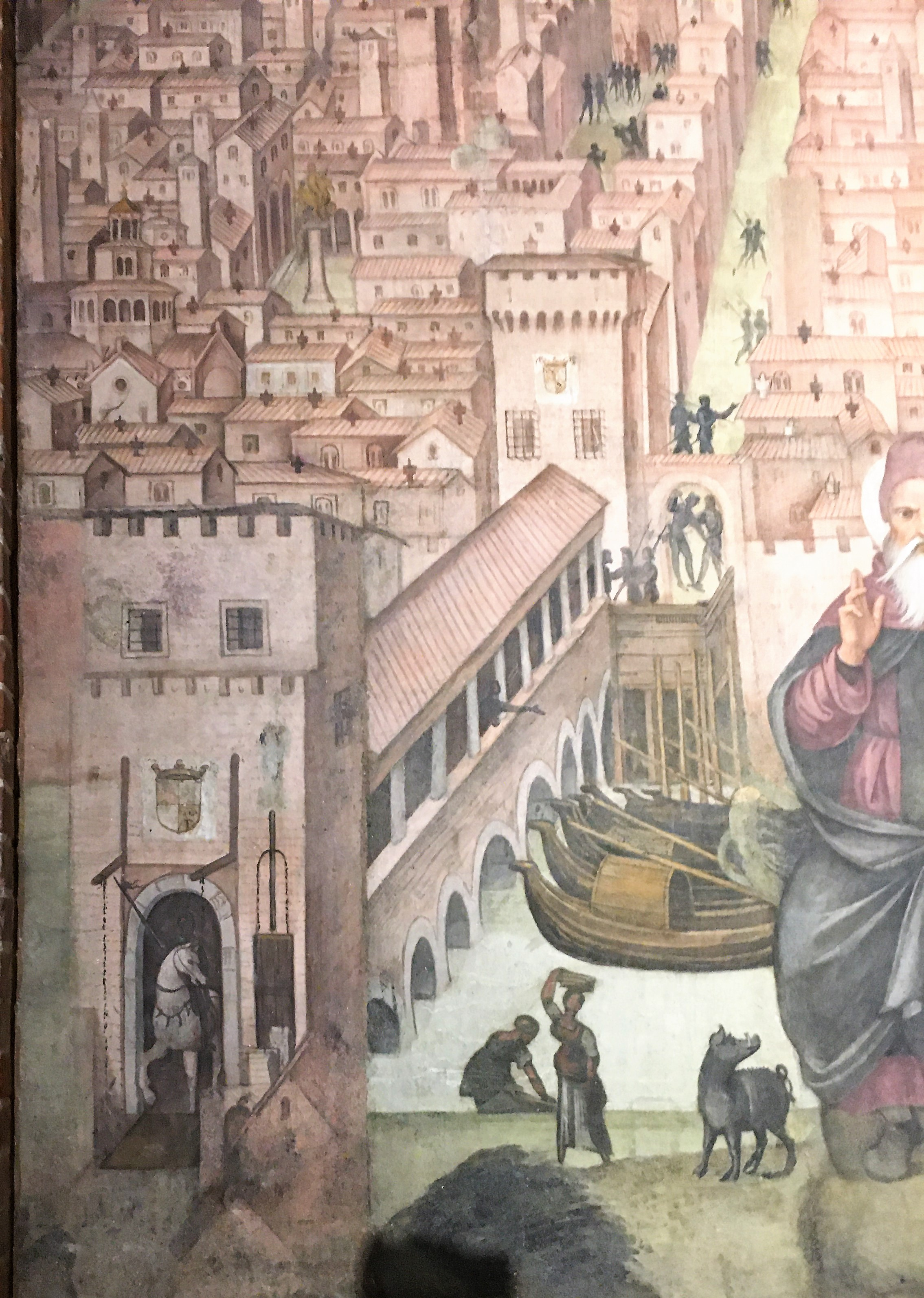
Wie die Brücke im Original ausgesehen haben musste. Fresko von Bernardino Lanzani: Sant'Antonio Abate protegge Pavia durante l'assedio del 1522, Pavia, Kirche des San Teodoro

Eine Legende erzählt, dass am Heiligabend des Jahres 999 viele Bewohner des Borgo Ticino die Mitternachtsmesse in der Stadt besuchen wollten. Wegen des dichten Nebels war es schwierig für die Fährboote die vielen Leute über den Ticino zu bringen. Da tauchte ein rot gekleideter Mann auf, der anbot eine Brücke über den Fluss zu bauen, wenn die erste Seele, die über diese Brücke ginge, ihm gehören würde. Dies hörte der Erzengel Michael von der nahegelegenen Basilika, die ihm zu Ehren vor kurzem gebaut worden war, und eilte herbei. Er nahm das Angebot des Mannes, den er als den Teufel erkannte, an. Daraufhin malte der Teufel seltsame Zauberzeichen auf die Erde, aus denen die Brücke erschien. Der Erzengel seinerseits hielt sich an seinen Teil des Kontraktes, indem er einen Ziegenbock über die Brücke trieb, was den Teufel so erboste, dass er versuchte mit einem Unwetter die Brücke zu zerstören. Aber die Brücke hielt stand. Die Bewohner errichteten zum Dank eine kleine Kirche in der Mitte der Brücke, die wegen seines höllischen Erbauers auch die Brücke des Teufels genannt wurde.

## In den Medien
Eine Szene des Films 1952 Der Mantel von Alberto Lattuada, mit dem armen Schreiberling Carmine, dargestellt von Renato Rascel, machte die Brücke unsterblich.
Sie ist auch zu sehen in der Anfangsszene des Films Die zwei Gesichter einer Frau von Dino Risi, aus dem Jahr 1981 mit Marcello Mastroianni und Romy Schneider, der in Pavia spielt.

## Bildergalerie

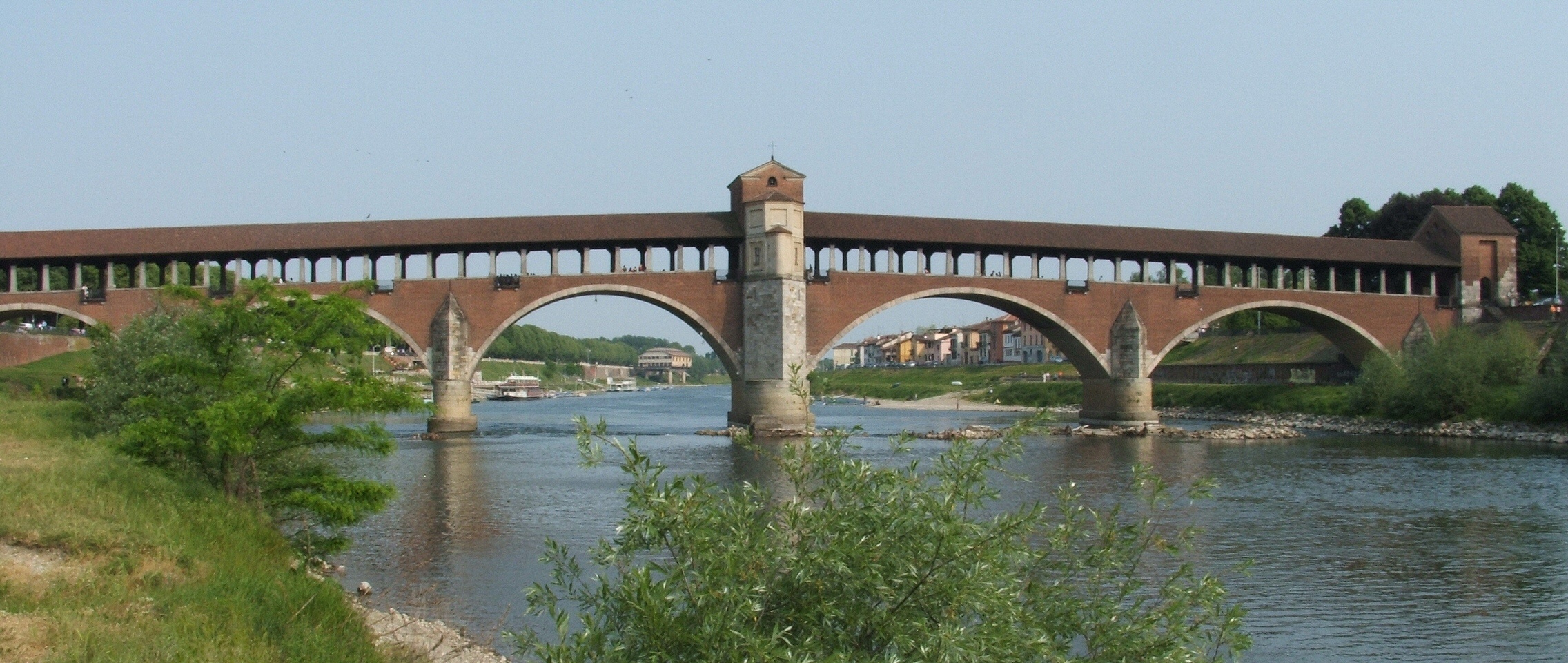
Sicht auf die Brücke.
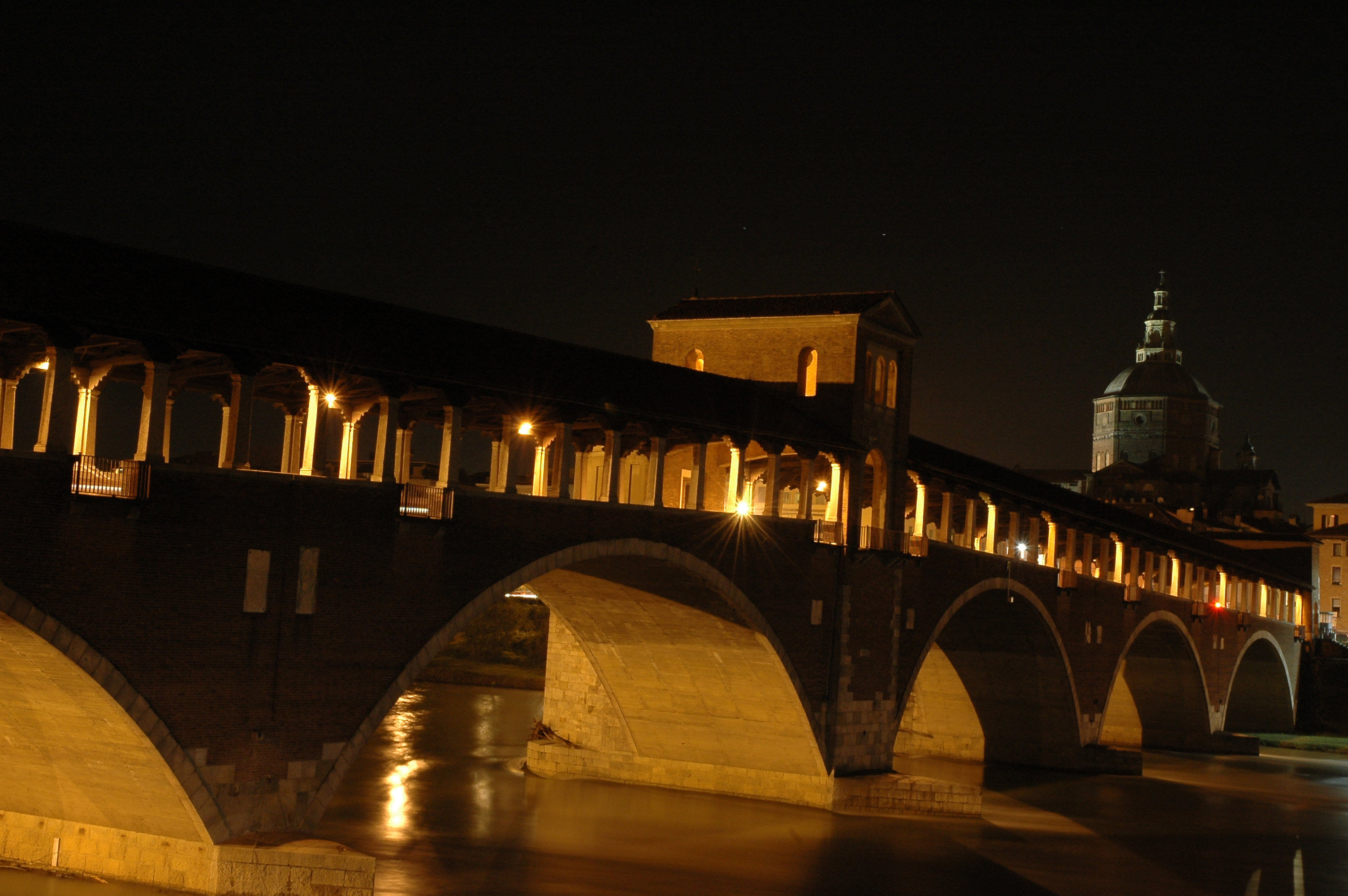
Ponte Coperto bei Nacht. Blick von der Südseite des Flusses.
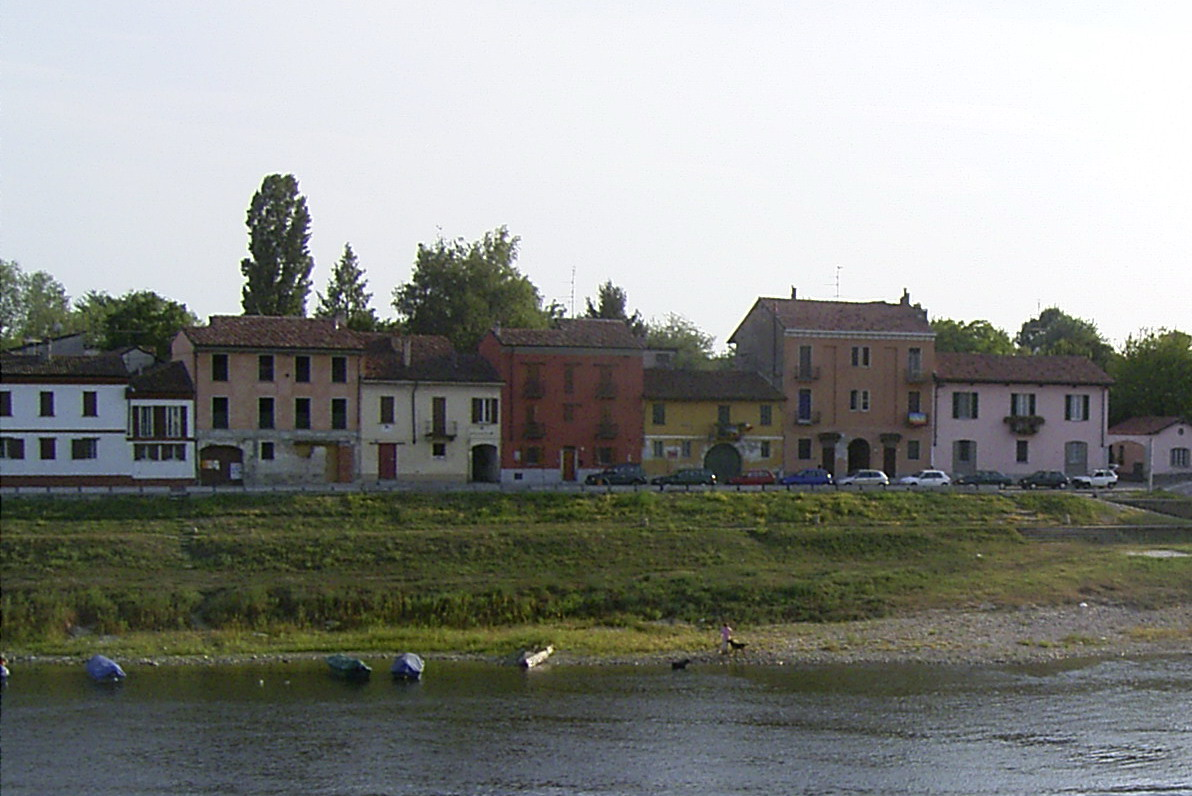
Der untere Borgo Ticino.
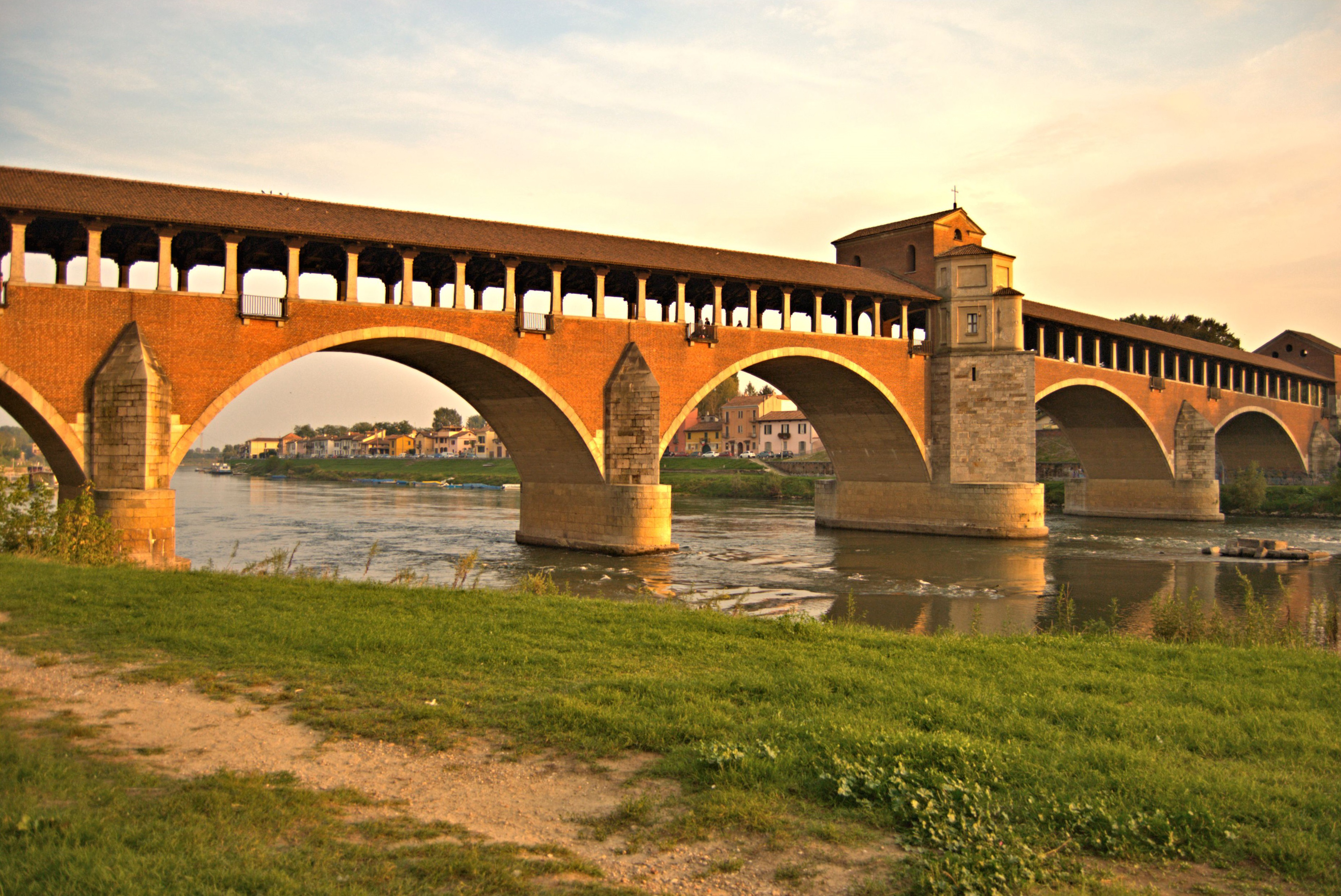
Weiterer Blick auf die Brücke.
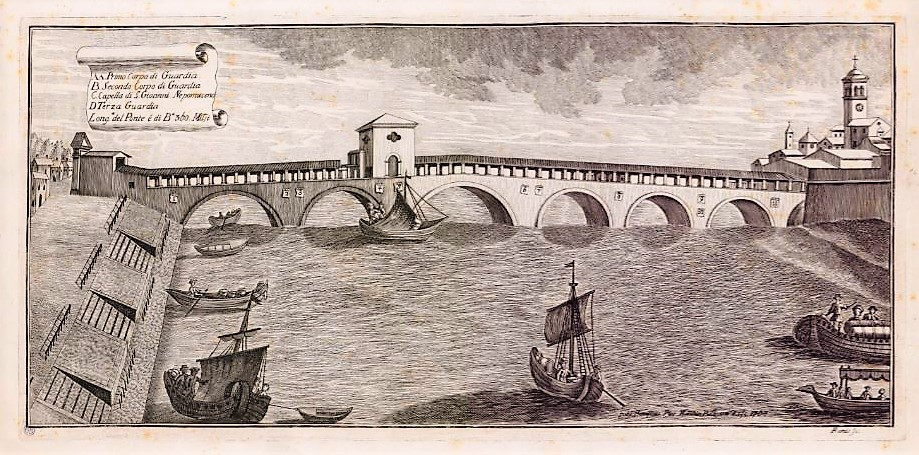
Ponte Coperto im 18. Jhd.
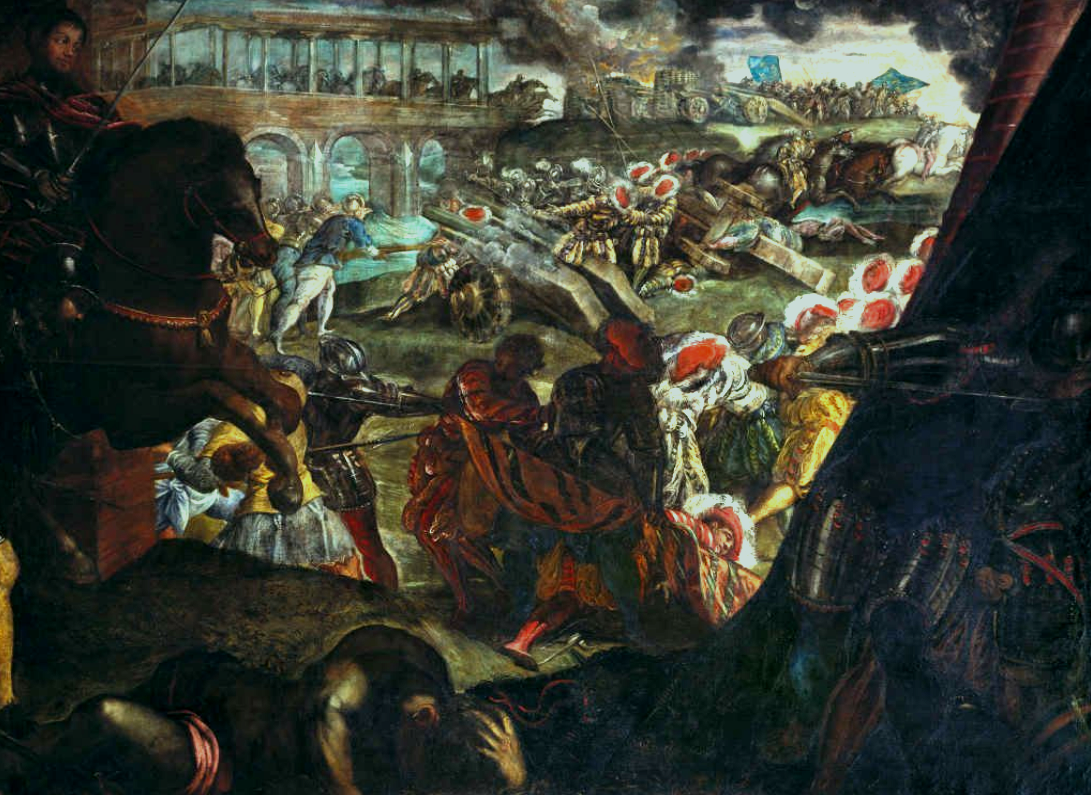
Tintoretto, Federico II. Gonzaga difende Pavia, 1578–1580, München, Alte Pinakothek. Im Hintergrund sieht man den Ponte Coperto.
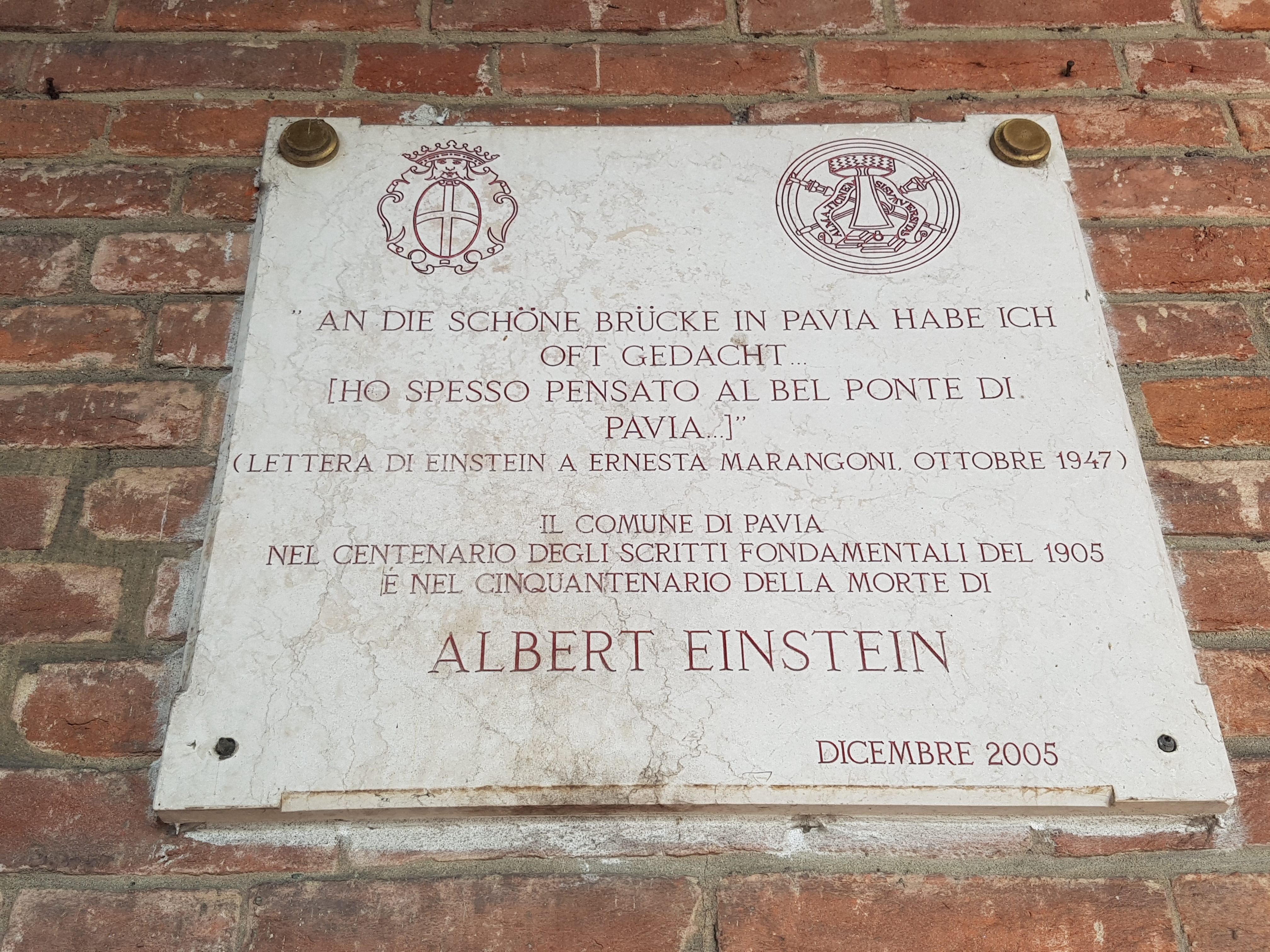
Gedenkplatte an der Brücke mit der Inschrift: „An die schöne Brücke von Pavia habe ich oft gedacht.“ Albert Einstein (Brief an Ernesta Maraconi, Oktober 1947).
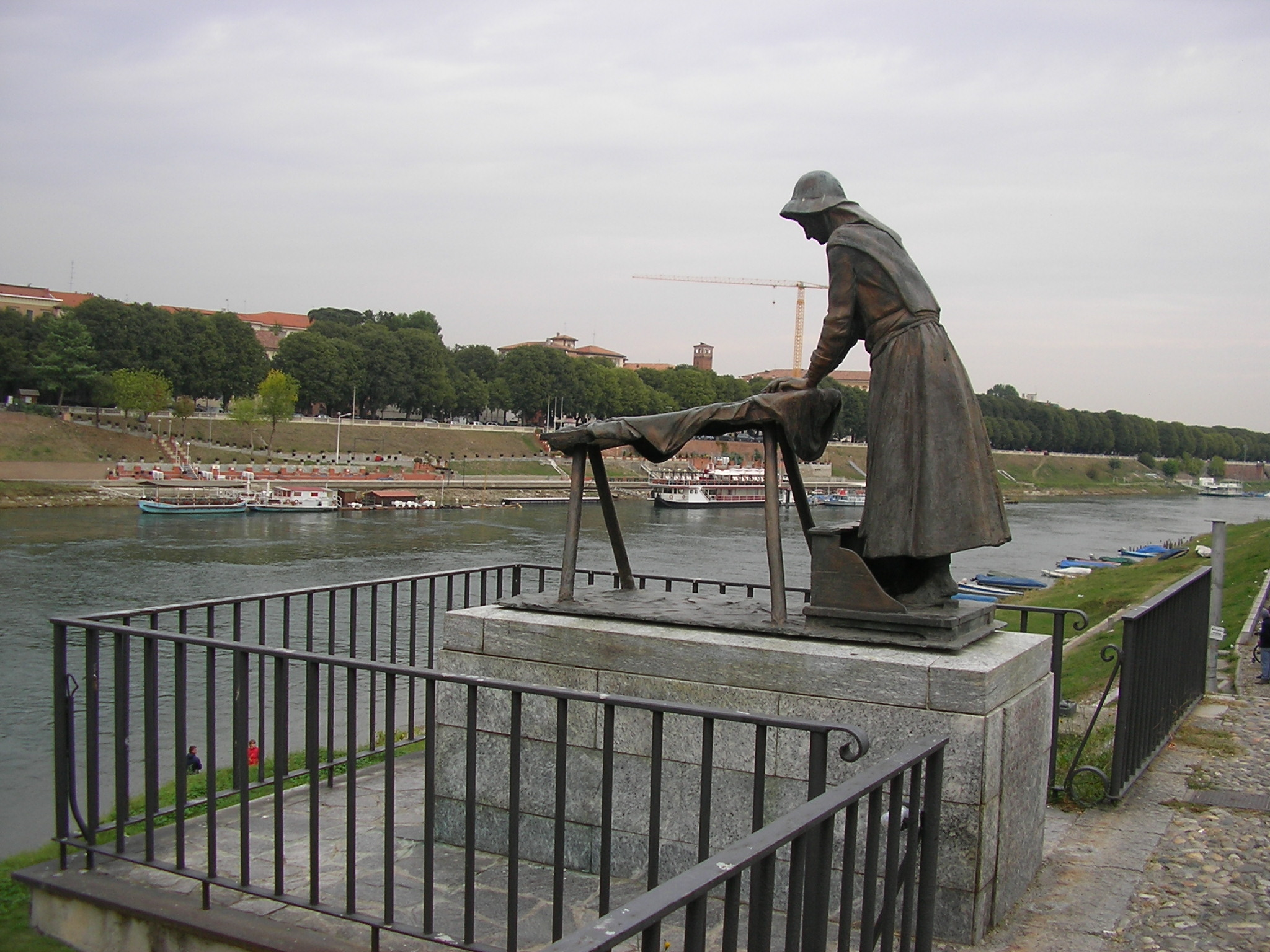
Denkmal der Waschfrau im Borgo Ticino.